# Payne-Oxidation
Die Payne-Oxidation ist eine Namensreaktion der organischen Chemie die der Epoxidierung von Alkenen dient. Als Oxidationsmittel wirkt eine Imidopersäure, die in situ aus einem Nitril und Wasserstoffperoxid gebildet wird.

## Reaktion
Bei der Payne-Oxidation wird ein Alken epoxidiert. Hierzu wird ein Nitril im Basischen (zum Beispiel mit Natriumhydrogencarbonat) mit Wasserstoffperoxid umgesetzt, wodurch in situ eine Imidopersäure gebildet wird. Durch das leicht basische Milieu wird das Wasserstoffperoxid zum Hydroperoxid-Ion deprotoniert, das an das Nitril addiert wird. Protonierung der so gebildeten anionischen Verbindung ergibt die Imidopersäure.

Bildung einer Imidopersäure aus einem Nitril

Die so gebildete Imidopersäure kann analog zu Peroxycarbonsäuren ein Alken epoxidieren. Die Imidopersäure wird dabein in ein Carbonsäureamid umgewandelt.

Mechanismus der Epoxidierung

## Anwendungen
Als Nitril wird typischerweise Acetonitril oder Benzonitril verwendet. Ersteres hat dabei den Vorteil, dass das anfallende Acetamid gut wasserlöslich ist und damit leicht aus dem Reaktionsgemisch zu entfernen. Durch das leicht basische Milieu eignet sich die Payne-Oxidation gut für die Reaktion säureempfindlicher Verbindungen. Ein anderer Vorteil ist, dass konkurrierende Baeyer-Villiger-Oxidationen vermieden werden. Ein Beispiel hierfür ist die Reaktion von 2-Allylcyclohexanon. Bei der Payne-Oxidation mit Benzonitril und Wasserstoffperoxid wird die Allylgruppe epoxidiert. Wird Peressigsäure verwendet, erfolgt eine Baeyer-Villiger-Oxidation. In der Originalpublikation von Payne wurde die Epoxidierung von Cyclohexen mit Trichloracetonitril und Wasserstoffperoxid sowie die Epoxidierung von Styrol mit Acetonitril und Wasserstoffperoxid beschrieben. Analog zu Alkenen wurden auch N-sulfonylsubstituierte Imine als Edukte eingesetzt, deren Reaktion mit Wasserstoffperoxid und Trichloracetonitril entsprechende Oxaziridine ergibt.